# Ајуд
Ајуд (рум. Aiud, мађ. Enyed) град је у Румунији. Он се налази у средишњем делу земље, у историјској покрајини Трансилванија. Ајуд је други по важности град округа Алба.
Ајуд је према последњем попису из 2002. године имала 28.136 становника.

## Географија
Град Ајуд налази се у средишњем делу историјске покрајине Трансилваније, око 70 km јужно до Клужа.
Ајуд се налази у котлини реке Мориш. Западно од града издиже се планина Бихор, а источно се пружа бреговито подручје средишње Трансилваније.

## Становништво
У односу на попис из 2002, број становника на попису из 2011. се смањио.
| 1966.  | 1977.  | 1992.  | 2002.  | 2011.  |
| ------ | ------ | ------ | ------ | ------ |
| 16.536 | 24.620 | 31.894 | 28.909 | 22.876 |

Матични Румуни чине већину градског становништва Ајуда (78%), а од мањина присутни су Мађари (18%) и Роми (4%). До средине 20. века у граду су били бројни и Јевреји и Немци.

## Галерија
- Православна црква
- Римокатоличка црква